# Hot Wheels: AcceleRacers - Ignition
Hot Wheels: AcceleRacers - Ignition (no Brasil, Hot Wheels: AcceleRacers - Ignição) é um filme de animação americano produzido pela empresa canadense Mainframe Entertainment e distribuído pela Warner Bros. Television, sendo o primeiro da série Hot Wheels: AcceleRacers, composta por quatro longas. Lançado na televisão, Ignition foi exibido originalmente pelo Cartoon Network no dia 8 de janeiro de 2005. Sua trama se passa três anos depois de Hot Wheels: World Race, minissérie que comemora os 35 anos da marca de carros em miniatura Hot Wheels.
Em 22 de março de 2005, o filme foi lançado em DVD pela Warner Home Video, que também disponibilizou uma versão em VHS do longa. Antes disso, Ignition foi dividido em três episódios de cerca de vinte minutos, com cada um destes estando presentes separadamente em DVDs que vinham acompanhados dos brinquedos HyperPod.

## Enredo
Depois de descobrir que o Anel do Poder abriria novas dimensões de corrida, o Dr. Peter Tezla resolve sair em busca do artefato. Entretanto, ele acaba sendo atacado e impedido pelos mortais androides Racing Drones, que em seguida transformam a Hot Wheels City em seu novo Quartel General. Tezla, ainda que em estado grave, consegue escapar do local. Algum tempo depois, os pilotos das gangues de corrida de rua Teku e Metal Maniacs são recrutados pela equipe de Tezla para participar dos Reinos de Corrida, com o objetivo de conseguir os poderosos AcceleChargers e impedir os Drones de conseguir acesso ao mundo dos Accelerons, o que poderia ameaçar a raça humana. Após disputarem o Reino da Tempestade, os condutores tentam desistir, mas chamam ajuda e resolvem continuar a batalha contra os mortais robôs de Gelorum, mesmo depois de Kadeem ter ficado para trás. Subsequentemente, é aberto o Reino do Pântano, onde a equipe Teku consegue o primeiro AcceleCharger para o lado de Tezla e se prepara para novos desafios.